# Marv Roberts
Marvin James "Marv" Roberts (Brooklyn, Nueva York, 29 de enero de 1950) es un exjugador de baloncesto estadounidense que disputó una temporada en la NBA, cinco más en la ABA y una última en la liga italiana. Con 2,03 metros de estatura, jugaba en la posición de alero.

## Trayectoria deportiva

### Universidad
Jugó durante tres temporadas con los Aggies de la Universidad Estatal de Utah, en las que promedió 23,6 puntos y 12,7 rebotes por partido. A día de hoy conserva los récods de su universidad de mejor anotación en una temporada (27,6 puntos por partido en 1969) y de mejor reboteador (13,8 rebotes por partido en 1970).

### Profesional
Fue elegido en la cuadragésimo quinta posición del Draft de la NBA de 1971 por Detroit Pistons, y también por los Denver Rockets en la segunda ronda del Draft de la ABA, fichando por estos últimos. Allí jugó dos temporadas y media, siendo la mejor la segunda, en la que promedió 12,3 puntos y 5,2 rebotes por partido.
Mediada la temporada 1973-74 fue traspasado a los Carolina Cougars a cambio de Steve Jones, acabándola con 10,3 puntos y 6,2 rebotes por partido. Al término de la misma fue traspasado a los Kentucky Colonels a cambio de los derechos sobre Al Eberhard. En su primera temporada en el equipo logró el anillo de campeones, tras derrotar en las Finales a los Indiana Pacers. Roberts promedió 6,4 puntos y 3,0 rebotes.
Con la temporada 1975-76 ya comenzada, fue traspasado a Virginia Squires a cambio de Jan van Breda Kolff y Johnny Neumann, acabando allí la misma. Tras la desaparición de la ABA, firmó como agente libre por Los Angeles Lakers, donde en su única temporada fue uno de los últimos hombres del banquillo.
Antes de retirarse jugó una temporada en el Sporting Club Gira de la liga italiana, en la que promedió 26,4 puntos y 8,1 rebotes por partido.

## Estadísticas de su carrera en la NBA y la ABA

### Temporada regular
| Temporada | Edad | Equipo             | Liga  | P   | TIT | MIN  | TC  | TCA  | %TC  | 3P  | 3PA | %3P   | TL  | TLA | %TL  | R.OF. | R.DEF. | REB | ASIS | ROB | TAP | PER | FP  | PTS  |
| 1971-72   | 22   | Denver Rockets     | ABA   | 68  |     | 15.4 | 3.2 | 7.8  | .407 | 0.0 | 0.1 | .250  | 1.3 | 1.8 | .717 | 1.8   | 2.5    | 4.3 | 0.9  |     |     | 1.1 | 2.2 | 7.7  |
| 1972-73   | 23   | Denver Rockets     | ABA   | 77  |     | 25.4 | 4.9 | 10.5 | .463 | 0.0 | 0.0 | .333  | 2.6 | 3.3 | .788 | 2.3   | 2.8    | 5.2 | 1.2  |     |     | 1.4 | 2.5 | 12.3 |
| 1973-74   | 24   | TOTAL              | ABA   | 74  |     | 21.6 | 3.6 | 8.1  | .445 | 0.0 | 0.0 | 1.000 | 1.7 | 2.2 | .787 | 2.2   | 2.8    | 5.0 | 1.6  | 0.6 | 0.1 | 1.4 | 2.1 | 8.9  |
| 1973-74   | 24   | Denver Rockets     | ABA   | 35  |     | 18.4 | 3.0 | 6.8  | .447 | 0.0 | 0.0 | 1.000 | 1.4 | 1.8 | .774 | 1.7   | 2.1    | 3.7 | 1.3  | 0.4 | 0.1 | 1.4 | 2.1 | 7.5  |
| 1973-74   | 24   | Carolina Cougars   | ABA   | 39  |     | 24.5 | 4.1 | 9.3  | .443 | 0.0 | 0.0 |       | 2.1 | 2.6 | .794 | 2.6   | 3.5    | 6.2 | 1.9  | 0.9 | 0.1 | 1.3 | 2.1 | 10.3 |
| 1974-75   | 25   | Kentucky Colonels  | ABA   | 83  |     | 16.5 | 2.4 | 5.6  | .430 | 0.0 | 0.0 | .000  | 1.5 | 2.0 | .774 | 1.1   | 1.9    | 3.0 | 1.2  | 0.3 | 0.0 | 1.2 | 2.4 | 6.4  |
| 1975-76   | 26   | TOTAL              | ABA   | 72  |     | 21.7 | 3.6 | 8.6  | .417 | 0.0 | 0.0 |       | 1.5 | 1.9 | .781 | 1.4   | 1.8    | 3.3 | 1.7  | 0.5 | 0.1 | 1.4 | 2.1 | 8.7  |
| 1975-76   | 26   | Kentucky Colonels  | ABA   | 40  |     | 25.1 | 4.3 | 9.6  | .442 | 0.0 | 0.0 |       | 2.2 | 2.8 | .779 | 1.9   | 2.1    | 4.0 | 2.0  | 0.5 | 0.2 | 1.7 | 2.4 | 10.7 |
| 1975-76   | 26   | Virginia Squires   | ABA   | 32  |     | 17.4 | 2.8 | 7.4  | .377 | 0.0 | 0.0 |       | 0.6 | 0.8 | .792 | 0.9   | 1.5    | 2.4 | 1.3  | 0.5 | 0.1 | 1.0 | 1.7 | 6.2  |
| 1976-77   | 27   | Los Angeles Lakers | NBA   | 28  |     | 7.5  | 1.0 | 2.7  | .355 |     |     |       | 0.1 | 0.2 | .667 | 0.3   | 0.6    | 0.9 | 0.7  | 0.1 | 0.1 |     | 1.2 | 2.1  |
| Total     |      |                    | TOTAL | 402 |     | 19.3 | 3.3 | 7.7  | .433 | 0.0 | 0.0 | .333  | 1.6 | 2.1 | .773 | 1.7   | 2.2    | 3.9 | 1.3  | 0.4 | 0.1 | 1.3 | 2.2 | 8.3  |
|           |      |                    | ABA   | 374 |     | 20.1 | 3.5 | 8.1  | .435 | 0.0 | 0.0 | .333  | 1.7 | 2.2 | .774 | 1.8   | 2.4    | 4.1 | 1.3  | 0.5 | 0.1 | 1.3 | 2.3 | 8.8  |
|           |      |                    | NBA   | 28  |     | 7.5  | 1.0 | 2.7  | .355 |     |     |       | 0.1 | 0.2 | .667 | 0.3   | 0.6    | 0.9 | 0.7  | 0.1 | 0.1 |     | 1.2 | 2.1  |

### Playoffs
| Temporada | Edad | Equipo            | Liga | P  | MIN | TCA | TC  | 3PA | 3P | TLA | TL | R.OF. | REB | ASIS | ROB | TAP | PER | FP | PTS | %TC  | %3P  | %FT   | MIN  | PTS  | REB | AST |
| 1971-72   | 22   | Denver Rockets    | ABA  | 3  | 20  | 2   | 7   | 0   | 1  | 2   | 2  |       | 2   | 0    |     |     | 2   | 1  | 6   | .286 | .000 | 1.000 | 6.7  | 2.0  | 0.7 | 0.0 |
| 1972-73   | 23   | Denver Rockets    | ABA  | 2  | 24  | 4   | 8   | 0   | 0  | 2   | 2  | 0     | 3   | 1    |     |     | 0   | 5  | 10  | .500 |      | 1.000 | 12.0 | 5.0  | 1.5 | 0.5 |
| 1973-74   | 24   | Carolina Cougars  | ABA  | 4  | 119 | 20  | 48  | 0   | 0  | 10  | 12 | 11    | 25  | 7    | 2   | 1   | 2   | 10 | 50  | .417 |      | .833  | 29.8 | 12.5 | 6.3 | 1.8 |
| 1974-75   | 25   | Kentucky Colonels | ABA  | 15 | 259 | 60  | 115 | 0   | 0  | 31  | 41 | 27    | 54  | 23   | 3   | 0   | 18  | 29 | 151 | .522 |      | .756  | 17.3 | 10.1 | 3.6 | 1.5 |
| Total     |      |                   | ABA  | 24 | 422 | 86  | 178 | 0   | 1  | 45  | 57 | 38    | 84  | 31   | 5   | 1   | 22  | 45 | 217 | .483 | .000 | .789  | 17.6 | 9.0  | 3.5 | 1.3 |